# いくたロード

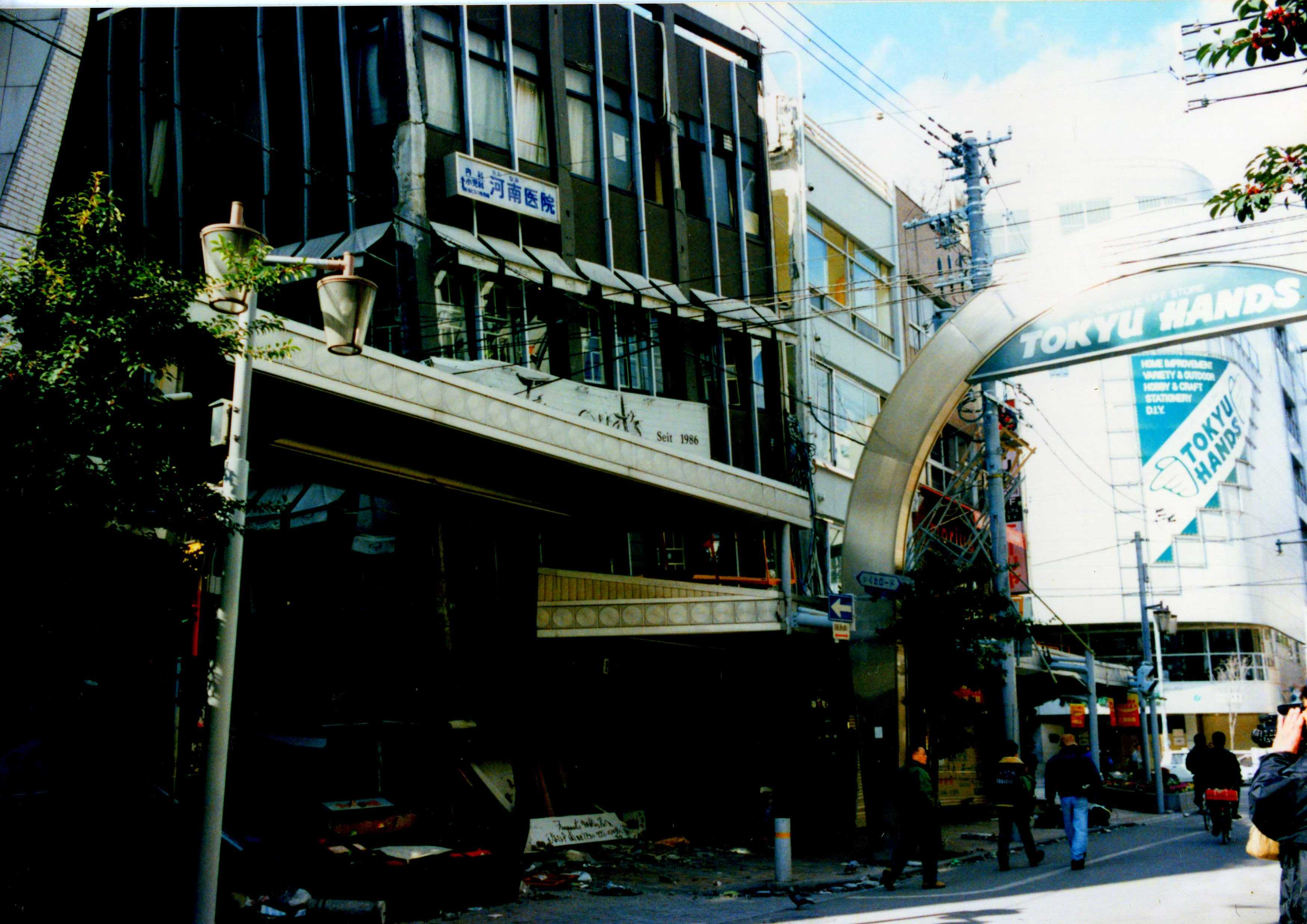
1995年1月17日阪神・淡路大震災時のいくたロード

いくたロード（Ikuta Road）は、兵庫県神戸市中央区の生田神社と三宮中央通りを結ぶ延長約400メートルの参道である。生田筋とも呼ばれる。
旧居留地北側の三宮中央通りが起点となり、三宮センター街、県道21号、ピアザ神戸（三宮高架下）、サンセット通り（北長狭通り）、生田新道等と交差、生田神社に至る。
自転車・原動機付自転車の放置や自動車の駐車等が禁止されている。
なお、いくたロードの大部分は西国街道の一部となっている。

## 沿道の施設
- 東急ハンズ
- エクセルシオール カフェ
- かに道楽
- 生田東門商店街
- センタープラザ
- 三宮センター街
- ジュンク堂書店
- 伊予銀行
- みなと銀行
- 大和証券
- 神戸朝日ビル

## 隣のロード
鯉川筋 - トアロード - いくたロード - フラワーロード

## 交通アクセス
- 西日本旅客鉄道（JR西日本）・阪神電気鉄道 元町駅
- 西日本旅客鉄道 三ノ宮駅
- 阪神電気鉄道 神戸三宮駅
- 阪急電鉄 神戸三宮駅
- 神戸市営地下鉄山手線 三宮駅
- 神戸市営地下鉄海岸線 旧居留地・大丸前駅